# Yokota Takatoshi
Yokota Takatoshi (横田 高松?; 1487 – 9 novembre 1550) è stato un samurai e generale giapponese del periodo Sengoku. È anche conosciuto come uno dei ventiquattro generali di Takeda Shingen..
Inizialmente servì Takeda Nobutora. Pur non essendo un samurai di alto rango attirò l'attenzione di Shingen per la sua bravura con l'arco e le frecce. Partecipò all'assedio di Toishi assieme a Sanada Yukitaka contro Murakami Yoshikiyo dove, nonostante la vittoria, morì. La sua morte fu un duro colpo per Shingen, che consigliava ai suoi servitori più giovani di seguire l'esempio di Takatoshi.